# إدي إدواردز (لاعب كرة قدم أمريكية)
إدي إدواردز (بالإنجليزية: Eddie Edwards)‏ هو لاعب كرة قدم أمريكية أمريكي، ولد في 25 أبريل 1954 في سمتر في الولايات المتحدة.

## وصلات خارجية
- إدي إدواردز على موقع مرجع كرة القدم المحترفة.كوم (الإنجليزية)
- إدي إدواردز على موقع IMDb (الإنجليزية)